# Liste der Schutzgebiete in der Region Piemont
Diese Aufstellung listet alle offiziell ausgewiesenen Schutzgebiete in Natur- und Landschaftsschutz (wie z. B. Naturschutzgebiete, Landschaftsschutzgebiete, Nationalparks etc.) in der italienischen Region Piemont auf (Stand 11. November 2014). Die Aufstellung folgt der Common Database on Designated Areas der Europäischen Umweltagentur (EEA).
| EUAP- Nummer | Gebietstyp              | Gebietsname                                                                                               | CDDA- Sitecode | IUCN- Kategorie | Fläche in ha | Koordinate                  | Jahr der Ausweisung | Bild |
| ------------ | ----------------------- | --- | -------------- | --------------- | ------------ | --------------------------- | ------------------- | ---- |
| EUAP0006     | Nationalpark            | Parco nazionale del Gran Paradiso                                                                         | 718            | II              | 71044        | 45° 31′ 46″ N, 7° 18′ 21″ O | 1922                |      |
| EUAP0014     | Nationalpark            | Parco nazionale della Val Grande                                                                          | 63645          | II              | 11340        | 46° 2′ 17″ N, 8° 27′ 36″ O  | 1991                |      |
| EUAP0095     | Naturreservat           | Riserva naturale Monte Mottac                                                                             | 5958           | Ia              | 2410         | 46° 3′ 55″ N, 8° 24′ 47″ O  | 1971                |      |
| EUAP0096     | Naturreservat           | Riserva naturale Val Grande                                                                               | 31075          | Ia              | 973          | 46° 1′ 59″ N, 8° 26′ 37″ O  | 1971                |      |
| EUAP0215     | Naturpark               | Parco naturale della Collina di Superga                                                                   | 161968         | V               | 746          | 45° 4′ 12″ N, 7° 46′ 15″ O  | 1991                |      |
| EUAP0224     | Naturpark               | Parco regionale La Mandria                                                                                | 14611          | V               | 6571         | 45° 10′ 4″ N, 7° 34′ 24″ O  | 1978                |      |
| EUAP0206     | Naturpark               | Parco naturale dei Lagoni di Mercurago                                                                    | 14679          | IV              | 473          | 45° 43′ 54″ N, 8° 33′ 13″ O | 1980                |      |
| EUAP0220     | Naturpark               | Parco naturale delle Lame del Sesia                                                                       | 14680          | IV              | 830          | 45° 25′ 12″ N, 8° 23′ 47″ O | 1978                |      |
| EUAP0883     | Naturpark               | Parco naturale del Colle del Lys                                                                          | 390483         | IV              | 362          | 45° 10′ 40″ N, 7° 23′ 41″ O | 2004                |      |
| EUAP0209     | Naturpark               | Parco naturale del Monte Fenera                                                                           | 32692          | V               | 726          | 45° 42′ 20″ N, 8° 21′ 2″ O  | 1987                |      |
| EUAP0207     | Naturpark               | Parco naturale del Bosco delle Sorti della Partecipanza di Trino                                          | 63029          | IV              | 585          | 45° 13′ 34″ N, 8° 15′ 40″ O | 1991                |      |
| EUAP0204     | Naturpark               | Parco naturale Alta Valsesia                                                                              | 14612          | IV              | 4616         | 45° 54′ 16″ N, 7° 57′ 12″ O | 1979                |      |
| EUAP0210     | Naturpark               | Parco naturale del Sacro Monte di Crea                                                                    | 14614          | V               | 34           | 45° 5′ 44″ N, 8° 16′ 21″ O  | 1980                |      |
| EUAP0217     | Naturpark               | Parco naturale della Val Troncea                                                                          | 14615          | V               | 3265         | 44° 56′ 19″ N, 6° 57′ 40″ O | 1980                |      |
| EUAP0205     | Naturpark               | Parco naturale dei Laghi di Avigliana                                                                     | 14616          | IV              | 409          | 45° 4′ 1″ N, 7° 23′ 7″ O    | 1980                |      |
| EUAP1059     | Naturpark               | Parco naturale di interesse provinciale del Lago di Candia                                                | 178996         | IV              | 336          | 45° 19′ 39″ N, 7° 54′ 25″ O | 1995                |      |
| EUAP0214     | Naturpark               | Parco naturale del Marguareis                                                                             | 6020           | IV              | 6638         | 44° 11′ 45″ N, 7° 40′ 52″ O | 1978                |      |
| EUAP0221     | Naturpark               | Parco naturale di Rocchetta Tanaro                                                                        | 15277          | V               | 120          | 44° 51′ 31″ N, 8° 19′ 6″ O  | 1980                |      |
| EUAP0884     | Naturpark               | Parco naturale di Conca Cialancia                                                                         | 390482         | IV              | 973          | 44° 52′ 54″ N, 7° 6′ 28″ O  | 2004                |      |
| EUAP0886     | Naturpark               | Parco naturale del Monte San Giorgio                                                                      | 390467         | IV              | 388          | 44° 59′ 53″ N, 7° 26′ 47″ O | 2004                |      |
| EUAP0887     | Naturpark               | Parco naturale del Monte Tre Denti – Freidour                                                             | 390480         | IV              | 818          | 44° 58′ 52″ N, 7° 19′ 34″ O | 2004                |      |
| EUAP0219     | Naturpark               | Parco naturale delle Capanne di Marcarolo                                                                 | 6028           | IV              | 8216         | 44° 34′ 25″ N, 8° 46′ 37″ O | 1979                |      |
| EUAP0218     | Naturpark               | Parco naturale della Valle del Ticino                                                                     | 5930           | V               | 6561         | 45° 32′ 57″ N, 8° 42′ 59″ O | 1978                |      |
| EUAP1056     | Naturpark               | Parco naturale dell’Alpe Veglia e dell’Alpe Devero                                                        | 5939           | IV              | 8594         | 46° 18′ 17″ N, 8° 12′ 45″ O | 1995                |      |
| EUAP1057     | Naturpark               | Parco Naturale delle Alpi Marittime                                                                       | 6022           | IV              | 27832        | 44° 11′ 42″ N, 7° 20′ 26″ O | 1995                |      |
| EUAP0223     | Naturpark               | Parco naturale Orsiera - Rocciavrè                                                                        | 6027           | V               | 10947        | 45° 3′ 45″ N, 7° 8′ 23″ O   | 1980                |      |
| EUAP0222     | Naturpark               | Parco naturale di Stupinigi                                                                               | 162032         | V               | 1611         | 44° 58′ 54″ N, 7° 35′ 20″ O | 1992                |      |
| EUAP0208     | Naturpark               | Parco naturale del Gran Bosco di Salbertrand                                                              | 14617          | IV              | 3775         | 45° 3′ 37″ N, 6° 55′ 21″ O  | 1980                |      |
| EUAP0352     | Naturschutzgebiet       | Riserva naturale dei Ciciu del Villar                                                                     | 64454          | IV              | 64           | 44° 29′ 37″ N, 7° 23′ 14″ O | 1989                |      |
| EUAP0368     | Naturschutzgebiet       | Riserva naturale speciale della Garzaia di Carisio                                                        | 64455          | IV              | 92           | 45° 25′ 18″ N, 8° 12′ 1″ O  | 1990                |      |
| EUAP0346     | Naturschutzgebiet       | Riserva naturale speciale Fondo Toce                                                                      | 64456          | IV              | 361          | 45° 56′ 18″ N, 8° 29′ 5″ O  | 1990                |      |
| EUAP0359     | Landschaftsschutzgebiet | Riserva naturale speciale del Sacro Monte di Belmonte                                                     | 64457          | V               | 237          | 45° 22′ 8″ N, 7° 38′ 10″ O  | 1991                |      |
| EUAP0755     | Landschaftsschutzgebiet | Riserva naturale speciale del Sacro Monte Calvario di Domodossola                                         | 64458          | V               | 26           | 46° 6′ 25″ N, 8° 17′ 14″ O  | 1991                |      |
| EUAP0370     | Naturschutzgebiet       | Riserva naturale speciale delle Sorgenti del Belbo                                                        | 162018         | IV              | 466          | 44° 23′ 25″ N, 8° 8′ 23″ O  | 1993                |      |
| EUAP0354     | Naturschutzgebiet       | Riserva naturale speciale del Colle della Torre di Buccione                                               | 161967         | IV              | 30           | 45° 46′ 16″ N, 8° 25′ 49″ O | 1993                |      |
| EUAP0369     | Landschaftsschutzgebiet | Riserva naturale speciale della Val Sarmassa                                                              | 162025         | V               | 231          | 44° 48′ 36″ N, 8° 20′ 51″ O | 1993                |      |
| EUAP0216     | Landschaftsschutzgebiet | Riserva naturale speciale Rocca di Cavour                                                                 | 14682          | V               | 72           | 44° 46′ 49″ N, 7° 22′ 36″ O | 1980                |      |
| EUAP0353     | Naturschutzgebiet       | Riserva naturale speciale del Bosco del Vaj                                                               | 15232          | IV              | 71           | 45° 4′ 6″ N, 7° 53′ 28″ O   | 1978                |      |
| EUAP0344     | Naturschutzgebiet       | Riserva naturale speciale della Garzaia di Villarboit                                                     | 15233          | IV              | 10           | 45° 26′ 56″ N, 8° 21′ 14″ O | 1978                |      |
| EUAP1197     | Naturschutzgebiet       | Riserva naturale orientata Bosco Solivo                                                                   | 390464         | IV              | 334          | 45° 41′ 47″ N, 8° 34′ 55″ O | 2006                |      |
| EUAP0882     | Landschaftsschutzgebiet | Riserva naturale speciale del Sacro Monte di Oropa                                                        | 390465         | V               | 1518         | 45° 37′ 44″ N, 7° 58′ 11″ O | 2005                |      |
| EUAP0888     | Naturschutzgebiet       | Riserva naturale speciale dello stagno di Oulx                                                            | 390452         | IV              | 83           | 45° 2′ 8″ N, 6° 48′ 57″ O   | 2004                |      |
| EUAP1198     | Naturschutzgebiet       | Riserva naturale speciale di Fontana Gigante                                                              | 390511         | IV              | 310          | 45° 13′ 57″ N, 8° 17′ 12″ O | 2006                |      |
| EUAP1199     | Naturschutzgebiet       | Riserva naturale speciale Palude di San Genuario                                                          | 390526         | IV              | 424          | 45° 13′ 13″ N, 8° 10′ 58″ O | 2006                |      |
| EUAP0349     | Naturschutzgebiet       | Riserva naturale orientata delle Baragge                                                                  | 64706          | IV              | 3948         | 45° 34′ 1″ N, 8° 17′ 36″ O  | 1992                |      |
| EUAP0364     | Naturschutzgebiet       | Riserva naturale speciale dell' Isolone di Oldenico                                                       | 64447          | IV              | 52           | 45° 23′ 12″ N, 8° 23′ 52″ O | 1978                |      |
| EUAP0356     | Landschaftsschutzgebiet | Riserva naturale speciale del Parco Burcina – Felice Piacenza                                             | 64449          | V               | 70           | 45° 35′ 17″ N, 8° 0′ 49″ O  | 1980                |      |
| EUAP0357     | Naturschutzgebiet       | Riserva naturale speciale del popolamento di Juniperus Phoenicea di Rocca San Giovanni – Saben            | 64450          | IV              | 230          | 44° 37′ 16″ N, 7° 53′ 31″ O | 1984                |      |
| EUAP0362     | Naturschutzgebiet       | Riserva naturale speciale del Torrente Orba                                                               | 64452          | IV              | 249          | 44° 47′ 34″ N, 8° 39′ 4″ O  | 1987                |      |
| EUAP0358     | Landschaftsschutzgebiet | Riserva naturale speciale del Sacro Monte della SS. Trinità di Ghiffa                                     | 64453          | V               | 200          | 45° 57′ 49″ N, 8° 36′ 15″ O | 1987                |      |
| EUAP0355     | Landschaftsschutzgebiet | Riserva naturale speciale del Monte Mesma                                                                 | 161929         | V               | 52           | 45° 46′ 33″ N, 8° 26′ 31″ O | 1993                |      |
| EUAP0757     | Naturschutzgebiet       | Riserva naturale speciale dei Monti Pelati e Torre Cives                                                  | 161933         | IV              | 146          | 45° 24′ 54″ N, 7° 44′ 33″ O | 1993                |      |
| EUAP0351     | Landschaftsschutzgebiet | Riserva naturale speciale dei Canneti di Dormelletto                                                      | 161963         | V               | 157          | 45° 44′ 10″ N, 8° 34′ 40″ O | 1993                |      |
| EUAP0360     | Landschaftsschutzgebiet | Riserva naturale speciale del Sacro Monte di Orta                                                         | 15278          | V               | 13           | 45° 47′ 54″ N, 8° 24′ 40″ O | 1980                |      |
| EUAP0366     | Naturschutzgebiet       | Riserva naturale speciale dell' Orrido e stazione di Leccio di Chianocco                                  | 15279          | IV              | 26           | 45° 9′ 16″ N, 7° 10′ 27″ O  | 1980                |      |
| EUAP0350     | Naturschutzgebiet       | Riserva naturale della Palude di Casalbeltrame                                                            | 15280          | IV              | 640          | 45° 25′ 37″ N, 8° 30′ 6″ O  | 1984                |      |
| EUAP0345     | Naturschutzgebiet       | Riserva naturale speciale della Valle Andona, della Val Botto e della Valle Grande                        | 15282          | IV              | 928          | 44° 56′ 21″ N, 8° 6′ 29″ O  | 1985                |      |
| EUAP0367     | Naturschutzgebiet       | Riserva naturale speciale della Bessa                                                                     | 15283          | IV              | 723          | 45° 29′ 22″ N, 8° 1′ 55″ O  | 1985                |      |
| EUAP0365     | Naturschutzgebiet       | Riserva naturale speciale dell' Oasi di Crava Morozzo                                                     | 64451          | IV              | 290          | 44° 25′ 15″ N, 7° 43′ 49″ O | 1987                |      |
| EUAP0363     | Landschaftsschutzgebiet | Riserva naturale speciale dell’area di Augusta Bagiennorum                                                | 166440         | V               | 243          | 44° 33′ 39″ N, 7° 51′ 26″ O | 1993                |      |
| EUAP0361     | Landschaftsschutzgebiet | Riserva naturale speciale del Sacro Monte di Varallo                                                      | 15276          | V               | 22           | 45° 49′ 7″ N, 8° 15′ 20″ O  | 1980                |      |
| EUAP0347     | Naturreservat           | Riserva naturale integrale della Madonna della Neve sul Monte Lera                                        | 14619          | Ia              | 49           | 45° 10′ 35″ N, 7° 28′ 1″ O  | 1982                |      |
| EUAP1058     | Naturschutzgebiet       | Riserva naturale speciale dell’Orrido di Foresto e Stazione di Juniperus oxycedrus di Crotte San Giuliano | 178931         | IV              | 179          | 45° 8′ 44″ N, 7° 6′ 32″ O   | 1998                |      |
| EUAP0348     | Naturschutzgebiet       | Riserva naturale orientata della Vauda                                                                    | 162027         | IV              | 2635         | 45° 15′ 18″ N, 7° 39′ 15″ O | 1993                |      |
| EUAP1200     | Landschaftsschutzgebiet | Parco Fluviale Gesso Stura                                                                                | 390510         | V               | 365          | 44° 23′ 42″ N, 7° 33′ 3″ O  | 2007                |      |
| EUAP0541     | Landschaftsschutzgebiet | Zona di salvaguardia dei Boschi e delle Rocche del Roero                                                  | 390512         | V               | 4234         | 44° 45′ 7″ N, 7° 51′ 0″ O   | 2003                |      |
| EUAP1162     | Landschaftsschutzgebiet | Zona di salvaguardia del Bosco delle Sorti – La Communa                                                   | 390525         | V               | 1819         | 44° 46′ 43″ N, 8° 28′ 43″ O | 2001                |      |
| EUAP1184     | Landschaftsschutzgebiet | Zona di salvaguardia del Monte Fenera                                                                     | 178896         | V               | 2576         | 45° 42′ 7″ N, 8° 22′ 14″ O  | 1987                |      |
| EUAP1185     | Landschaftsschutzgebiet | Zona di salvaguardia del Sacro Monte di Belmonte                                                          | 178897         | V               | 349          | 45° 22′ 40″ N, 7° 38′ 42″ O | 1991                |      |
| EUAP1186     | Landschaftsschutzgebiet | Zona di salvaguardia del Bosco della Partecipanza di Trino                                                | 178907         | V               | 484          | 45° 13′ 14″ N, 8° 14′ 48″ O | 1991                |      |
| EUAP1060     | Landschaftsschutzgebiet | Area attrezzata Brich di Zumaglia e Mont Prevè                                                            | 178895         | V               | 44           | 45° 35′ 7″ N, 8° 5′ 31″ O   | 1995                |      |
| EUAP0455     | Landschaftsschutzgebiet | Area attrezzata del Ponte del Diavolo                                                                     | 161954         | V               | 30           | 45° 16′ 2″ N, 7° 28′ 53″ O  | 1993                |      |
| EUAP0456     | Landschaftsschutzgebiet | Area attrezzata della Collina di Rivoli                                                                   | 161955         | V               | 20           | 45° 4′ 4″ N, 7° 30′ 24″ O   | 1984                |      |
| EUAP0458     | Landschaftsschutzgebiet | Sistema delle aree protette della fascia fluviale del Po                                                  | 162030         | V               | 9827         | 45° 5′ 52″ N, 8° 36′ 14″ O  | 1990                |      |